# Marfa, die Statthalterin oder die Unterwerfung Nowgorods
Marfa, die Statthalterin, oder die Unterwerfung Nowgorods (russisch: Marfa Posadnica, ili pokorenie Nowgoroda) ist eine Novelle von Nikolai Michailowitsch Karamsin.
Die auf einem realen Ereignis der russischen Geschichte aus den 1470er Jahren basierende Erzählung wurde von Karamsin ausgeschmückt und durch eigene Mutmaßungen ergänzt. Das Werk wurde 1803 in der von Karamsin gegründeten Zeitschrift Westnik Jewropy veröffentlicht. 

## Historischer Hintergrund

### Der Aufstieg Moskaus und die Unterwerfung Nowgorods
Seit Mitte des 15. Jahrhunderts fing das zuvor fest geordnete Osteuropa an, sich aufzulösen, die goldene Horde zerfiel und die litauische Großmacht und der noch junge Moskauer Staat waren von inneren Auseinandersetzungen aufgewühlt. Entscheidend sollte werden, dass sich Moskau als erste dieser Mächte wieder zu festigen vermochte. Dazu diente u. a. auch Großfürst Wassili II. Thronfolgepolitik. Neben den üblichen Verträgen und testamentarischen Verfügungen änderte er die Nachfolgeregelung, indem er Ende der vierziger Jahre seinen 1440 geborenen Sohn Iwan III. zum Großfürsten ernannte und somit sich selbst einen „jüngeren“ Großfürsten an die Seite stellte. Diese Neuerung des Testaments spiegelt die Fortentwicklung des politischen Selbstverständnisses Moskaus wider, gleichfalls lässt sich dieses durch die Einführung des Titels „Herrscher“ (russ. gospodaŕ bzw. gosudaŕ) erkennen. In Dokumenten, auf Siegeln und auf Münzen wurde der Großfürst als „Herrscher der ganzen Ruś“ bezeichnet.
Als Wassili im März 1462 starb, hinterließ er seinem Sohn Iwan III. ein nach innen und außen gefestigtes Großfürstentum; damit waren die Voraussetzungen für eine Expansion gegeben. In Moskau wurde bereits zu diesem Zeitpunkt die „Befreiung“ der zum litauischen Nachbarstaat gehörenden Gebiete in Angriff genommen. Diese Politik sollte sich keineswegs auf die unmittelbaren Nachbarn beschränken. Sie nannte sich „Sammeln des russischen Landes“ und sollte der Wiedereingliederung der Fürstentümer des ehemaligen Kiewer Reichs dienen.
 
Erstes Opfer dieser Politik sollte die Stadtrepublik Groß-Nowgorod werden, der es bislang immer gelungen war, ihre Unabhängigkeit zu bewahren. Da nun Nowgorod um seine Freiheit fürchten musste und seine Streitkräfte für eine Defensive nicht ausreichend vorbereitet hatte, blieb nur übrig, Litauen um Hilfe zu ersuchen. Das Bündnis mit Litauen war aber nicht nur in den Augen Russlands, sondern auch für die nowgorodsche Gesellschaft Verrat am Vaterland.

Es wurde Nowgorod vorgeworfen, es wolle zum „Lateinertum“ übergehen und von der Rechtgläubigkeit abfallen. Dies genügte als Vorwand zum Angriff. Iwan III. war nicht mehr bereit, eine unbeschränkte Selbstherrschaft in Nowgorod zu tolerieren: „Eine Večeglocke darf es in unserem Vatererbe Nowgorod nicht geben, keinen Posadnik, und die Herrschaft wollen wir selbst ausüben.“

Im Feldzug vom Jahre 1456 unterlag Nowgorod Moskau zunächst. Im Jahre 1471 war dann der entscheidende Kampf gegen Moskau, in dem Nowgorod erneut von Moskauer Truppen geschlagen wurde, da Hilfe aus Litauen ausblieb. Die politischen Führer der Stadt gerieten in Moskauer Gefangenschaft, der Großfürst ließ sie, soweit sie an der prolitauischen Politik beteiligt waren, hinrichten. Das Amt des Posadnik und des Veče wurden abgeschafft, für jegliche Autonomie gab es keinerlei Raum mehr.

Anfang 1478 waren die Einzelheiten festgelegt. Die Einwohner Nowgorods leisteten Iwan III. den Treueeid. Als der Großfürst in Moskau eintraf, hatte er die Večeglocke mitbringen lassen und sie wurde als Zeichen der neuen Herrschaft in Moskau aufgehängt, „um mit den übrigen Glocken zu läuten“. Nowgorods Sonderstellung bestand nicht mehr.

## Erzählperspektive
In der Novelle spaltet sich der Autor in Herausgeber und „fiktiven“ Autor. Der Herausgeber fungiert als eine Art Moderator und erklärt den Stellenwert der erzählten Ereignisse im historischen Kontext. Er weist auf die Wichtigkeit der vergangenen Geschichte für die Gegenwart hin.
Der fiktive Autor wird vom Herausgeber als unmittelbarer Augenzeuge in die Geschichte eingeführt. Er ist ein Nowgoroder Bürger, der die historische Entwicklung, die Unterwerfung Nowgorods, miterlebt und erkennbar Sympathien für Marfa pflegt. Trotz dieser Zuneigung stimmen im Groben die Ereignisse mit der Wahrheit überein. Die Erzählung erfolgt also aus zwei Perspektiven. Dominierend ist hier der sympathische, emotionale Standpunkt des Autors. Die beiden Standpunkte der Erzähler stehen sich nicht konträr gegenüber, sie zeigen auch gelegentlich Tendenzen zur Ambivalenz. Beide zeigen zwischendurch immer wieder ein konkretes Verständnis für die Position des jeweils anderen.
Nicht nur durch Spaltung in Herausgeber und fiktiven Autor werden verschiedene Blickpunkte erkennbar, auch die Protagonisten verkörpern verschiedene Perspektiven.

## Charaktere der Erzählung
Marfa Posadnica ist eine historische Person und spielt in der Erzählung die primäre Rolle. Sie wird als leidenschaftliche, stolze kluge Frau beschrieben die aber ausschließlich emotional handelt.  Damit fehlt ihr die Einsicht, dass die Autokratie die einzige Staatsform ist, da die Republik nicht mehr überlebensfähig ist.

Marfa symbolisiert die Republik und ist aufs engste mit der Stadt verknüpft. Anfangs wird sie vom Volk gestützt, gegen Ende muss sie sich allein gegen Moskau verteidigen und mit ihrem Leben bezahlen. Mit ihr stirbt die Republik. Motivation für diesen Kampf war, das Vermächtnis ihres verstorbenen Vaters und ihrer im Nowgoroder Kampf gefallenen Männer zu erfüllen. Sie hatte keinen persönlichen Ehrgeiz, sondern engagiert sich aus Treue und Anhänglichkeit zu ihrer Familie und der Republik. Um die politische Tradition fortzusetzen, ignoriert sie die Rolle der Frau und verletzt somit die slawischen Gewohnheiten, die ein rein häusliches Leben für Frauen vorsehen.
Der Moskauer Großfürst Ioann bzw. Iwan III. ist Marfas Gegenspieler. Er tritt erst am Schluss persönlich auf und wird als der weise Herrscher präsentiert. Im Unterschied zu Marfa wird er nicht durch einen familiären, emotionalen Ballast bedrückt. Der Unterschied zwischen Marfa und Iwan besteht nicht in der Ausübung ihrer Macht, sondern in dem Maß an politischer Vernunft, über welches sie verfügen. Diese Vernunft lässt ihn richtig handeln und legitimiert die Unterwerfung Nowgorods.
Ein weiterer Charakter ist Marfas Tochter Ksenija. Ihr Verhalten erfüllt typisch slawische Klischees, sie ist das totale Gegenbild Marfas. Politisch unbedarft, entsprechend dem traditionellen sentimentalistischen Frauenbild, durch ihre Unschuld und Tugend gekennzeichnet. Ihre Gesten, Blicke und ihre Augen verraten ihre innere Verfassung. Wie es für die sentimentalistischen Heldinnen typisch ist, wählt sie ihren zukünftigen Bräutigam nicht selbst aus, sondern überlässt ihrer Mutter diese Entscheidung. Sie akzeptiert diese widerstandslos und liebt ihn mit derselben Intensität, wie sie ihre Mutter und Brüder liebt.
Die Brüder sind nicht in der Lage eine staatstragende Rolle zu übernehmen, so wählt Marfa ihren Schwiegersohn Miroslav, dem es an Tapferkeit und Entschlossenheit nicht fehlt. In einer feierlichen Zeremonie wird ihm das Schwert eines Nowgoroder Kriegers überreicht, um ihn zu ruhmreichen Taten zu inspirieren. Doch auch er fällt im Krieg und kann die Familientradition nicht fortsetzen.
Die letzte Hoffnung, diese Tradition aufrechtzuerhalten, wäre Marfas Großvater- der alte Feodsij. Er hatte früher eine hohe staatliche Funktion, wurde von allen angesehen und anerkannt. Doch er verließ sein Amt, um als Einsiedler in den Bergen sein Leben zu beenden. Auch er kann die Tradition nicht fortsetzen, als er in sein früheres Amt zurückgeholt wird.

## Symbole in der Erzählung
Ein auffälliges Leitmotiv stellt die Veče-Glocke dar. Sie symbolisiert die Freiheit der Stadt Nowgorod und im Laufe der Geschichte spiegelt sich diese Freiheit in ihr. Der anfangs unversehrte Zustand verschlechtert sich mit der wachsenden Bedrohung, bis letztlich der Glockenturm in sich zusammenfällt. Die provisorische Wiedererrichtung steht symbolisch für das ständig vom Einsturz bedrohte Provisorium auf Zeit, welches die Republik unter den mächtigen Druck Iwans darstellt. Nach seinem endgültigen Sieg erfolgt schließlich die Demontage der Glocke und sie wird als Beute nach Moskau transportiert.
Ein weiteres wichtiges Symbol ist die goldene Amtskette, die jeweils von Statthalter zu Statthalter weitergeben wird und somit die lange Tradition des aufblühenden Nowgorods symbolisiert, welche erstmals nach dem frühen Tode Marfas Vater und ihres Mannes unterbrochen wird.
Das Wetter wird als Vorbote des kommenden Unheils instrumentalisiert. Es soll den Eindruck der Unabwendbarkeit der dargestellten Entwicklung forcieren und hat somit den Effekt, dass der Leser von Anfang an auf das tragische Scheitern eingestimmt wird.

## Verwendete Sprache und Darstellung
Am Anfang der Erzählung spielen Lautmalerei und Rhythmisierung eine Rolle, es werden Antithesen verwendet und viele rhetorische Fragen eingebaut. Wortwiederholungen sollen die Aufmerksamkeit auf bestimmte Satzteile lenken. Die Protagonisten äußern sich meist in indirekter Rede.